# Listă de provincii romane

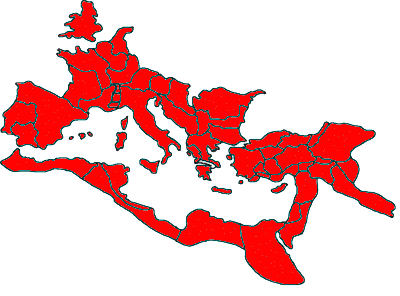
Hartă a Imperiului Roman la maxima sa extindere teritorială, pe vremea când Marea Mediterană era numită Mare Nostrum.

- Această pagină este o listă a tuturor provinciilor Romei antice.

| Numele latin        | Regiunea aproximativă de azi                                                        | Întemeiată în |
| ------------------- | ----------------------------------------------------------------------------------- | ------------- |
| Achaea              | sudul Greciei                                                                       | 27 î.e.n.     |
| Aegyptus            | Egipt                                                                               | 30 î.e.n..    |
| Africa              | Tunisia (mai demult Cartagina)                                                      | 146 î.e.n.    |
| Alpes Cottiae       |                                                                                     |               |
| Alpes Maritimae     |                                                                                     |               |
| Alpes Poenninae     |                                                                                     |               |
| Gallia Aquitania    | sudul Franței                                                                       | 16 î.C.       |
| Arabia              | peninsula Sinai și Iordania                                                         | 106 e.n.      |
| Armenia             | Armenia                                                                             | 114 î.e.n.    |
| Asia                | vestul Turciei                                                                      | 129 î.e.n.    |
| Assyria             | nordul Irakului                                                                     | 115 î.e.n.    |
| Baetica             | sudul Spaniei                                                                       | 19 î.e.n.     |
| Belgica             | nordul Frantei și Belgia                                                            | 16 î.e.n.     |
| Bithynia et Pontus  | nordul Turciei                                                                      | 63 î.e.n.     |
| Britannia           | Anglia și Țara Galilor                                                              | 43 e.n.       |
| Cappadocia          | estul Turciei                                                                       | 17 e.n.       |
| Cilicia             | sudul Turciei                                                                       |               |
| Commagene           |                                                                                     |               |
| Corduene            |                                                                                     |               |
| Creta               | Creta                                                                               | 64 î.e.n.     |
| Cyprus              | Cipru                                                                               | 58 î.e.n.     |
| Cyrenaica           | nordul Libiei                                                                       | 74 î.e.n.     |
| Dacia               | centrul României                                                                    | 107 e.n.      |
| Galatia             | centrul Anatoliei                                                                   | 25 î.e.n.     |
| Galia Cisalpină     | nordul Italiei                                                                      | 81 î.e.n.     |
| Germania Inferior   | sudul Olandei, Valea Rinului                                                        | 90 e.n.       |
| Germania Superior   | estul Franței, sudul Germaniei, nordul Elvetiei                                     | 90 e.n.       |
| Illyricum           | Croația                                                                             | 33 î.e.n.     |
| Iudaea              | Israel                                                                              | 6 e.n.        |
| Lugdunensis         | centrul Franței                                                                     | 16 î.e.n.     |
| Lusitania           | Portugalia                                                                          | 19 î.e.n.     |
| Macedonia           | nordul Greciei                                                                      | 148 î.e.n.    |
| Mauretania          | Maroc și vestul Algeriei                                                            | 42 e.n.       |
| Moesia              | Serbia, Bulgaria și sudul României                                                  | 86 d.C.       |
| Moesia Superior     | jumatătea răsăriteana a Serbiei, Albania de nord-est, părțile nordice ale FRIM-ului |               |
| Moesia Inferior     | nordul Bulgariei, Dobrogea românească și bucăți mici din sudul Ucrainei             |               |
| Noricum             | Austria                                                                             | 15 î.e.n.     |
| Numidia             | Algeria                                                                             | 46 î.e.n.     |
| Pannonia            | Ungaria, nordul Serbiei                                                             | 9/10 e.n.     |
| Raetia              | estul Elvetiei, Bavaria                                                             | 15 î.e.n.     |
| Corsica et Sardinia | Sardinia și Corsica                                                                 | 227 î.e.n.    |
| Sicilia             | Sicilia                                                                             | 242 î.e.n.    |
| Syria               | Siria                                                                               | 63 î.e.n.     |
| Tarraconensis       | nordul Spaniei                                                                      | 19 î.e.n.     |
| Thracia             | Bulgaria                                                                            | 46 e.n.       |